# Kerosene (песня)
«Kerosene» — песня американской кантри-певицы Миранды Ламберт, вышедшая в качестве 3-го сингла с её дебютного студийного альбома Kerosene (2005). Он стал первым для Ламберт хитом в кантри-чарте Top-20 в Billboard Hot Country Songs и первым, который был номинирован на премию Грэмми в категории За лучшее женское вокальное кантри-исполнение в 2007 году. Сингл получил платиновую сертификацию RIAA.

## История
«Kerosene» это песня в быстром темпе в тональности ре мажор, сопровождаемая электрогитарой и губной гармошкой. Рассказчица, которой изменяет её парень, высказывается о своей любви: «Я отказываюсь от любви / Потому что любовь отказывается от меня». Вместо того, чтобы позволить ему расслабиться, она мстит, поджигая его дом, выливая керосине, чтобы в итоге облегчить свою душевную боль.
Хотя формально Ламберт была единственным автором «Kerosene», она отдала должное соавтору певцу и гитаристу стиля альтернативное кантри Стиву Эрлу после того, как другие отметили сходство с его песней «I Feel Alright» (1996). В интервью она заявила, что непреднамеренно продублировала мелодию и структуру, сказав: «Я не намеренно использовала его песню, но подсознательно я скопировала её почти точно. Думаю, я слушала её так много, что просто часть вошла в песню».
Сингл вышел 15 октября 2005 года на студии Epic Records.
Музыкальное видео было снято режиссёром Trey Fanjoy. В клипе показано, как Ламберт несет канистру с керосином и выливает её содержимое на тропу по сельской местности, которая ведет обратно к дому её бывшего парня, зажигая тропу, и дом горит.
Музыкальный видеоклип занял первое место в рейтинге CMT «Top Twenty Countdown» за неделю 2 марта 2006 года. Он также был показан в шоу «100 лучших видео CMT», где он занял 78 место.

## Награды и номинации
| Награда                 | Категория                                                     | Результат | Ссылка |
| ----------------------- | ------------------------------------------------------------- | --------- | ------ |
| 49-я церемония «Грэмми» | Премия «Грэмми» за лучшее женское вокальное кантри-исполнение | Номинация | [ 1 ]  |

## Чарты
«Kerosene» дебютировал на № 50 в кантри-чарте Billboard Hot Country Songs 15 октября 2005 года. Спустя 22 недели 11 марта 2006 года он достиг 15-го места.
| Чарт (2005-06)                    | Высшая позиция |
| --------------------------------- | -------------- |
| США (Billboard Hot 100)           | 61             |
| США (Billboard Hot Country Songs) | 15             |

## Сертификации
| Регион | Сертификация | Продажи   |
| --- | ------------ | --------- |
| США (RIAA) | Платиновый   | 1 000 000 |
| * Данные о продажах приведены только на основе сертификации. ^ Данные о тиражах приведены только на основе сертификации. |              |           |